# 天池 (天山)
この天池（てんち）は天山天池（てんざんてんち）または新疆天池（しんきょうてんち）とも呼ばれ、中国の天山山脈の東端にあるボゴダ山の北麓にある氷河湖で、場所は新疆ウイグル自治区昌吉回族自治州阜康市の中心部から南へ30キロメートル、ウルムチ市中心部からは直線距離で東45キロメートルに位置し、特に有名な観光名所である。

## 概要
天池は湖の形状が細長く、南北に約3キロメートル、東西に1.5キロメートルで、総面積4.9平方キロメートル。標高は1928メートルにあり、湖の深さは105メートルである。天池という名称は、清朝の乾隆帝時代の1783年に、政治家で当時ウルムチ都統をしていた明亮 （中国語：明亮 ）が名付けたといわれている。
天池はボゴダ山の中腹にあり、ウルムチからは道路経路で110キロメートル離れていて、半月型の自然の山岳湖である。天地天地風景区は天池を中心とした4つの完全な自然景観帯と雪に覆われた山々と高山湖を主な特徴として、古代の「西王母神話」や宗教的でユニークな民族民俗・習慣は文化的遺産であり、森林と草原の自然を統合したものになっている。雪をかぶった山々と人間の風景は一体で、景色は絶妙である。
1982年に第一次「中華人民共和国国家重点風景名勝区」に、2007年に中国の5A級観光地に認定され、2013年には世界自然遺産「新疆天山」名称で登録されている。

## 見どころ
観光地としての見どころは、天池民俗村、天池石門（石門一線）、五十盤天、王母足湯盆（西小天池、竜潭碧月とも）、西小天池滝、醴泉隠乳（西小天池滝の源）、仙女入浴池（東小天池、黒竜潭とも）などがある。

## 参照項目
- 天池 (中朝国境)
- 天山山脈